# Rotunde Blumengarten Kroměříž

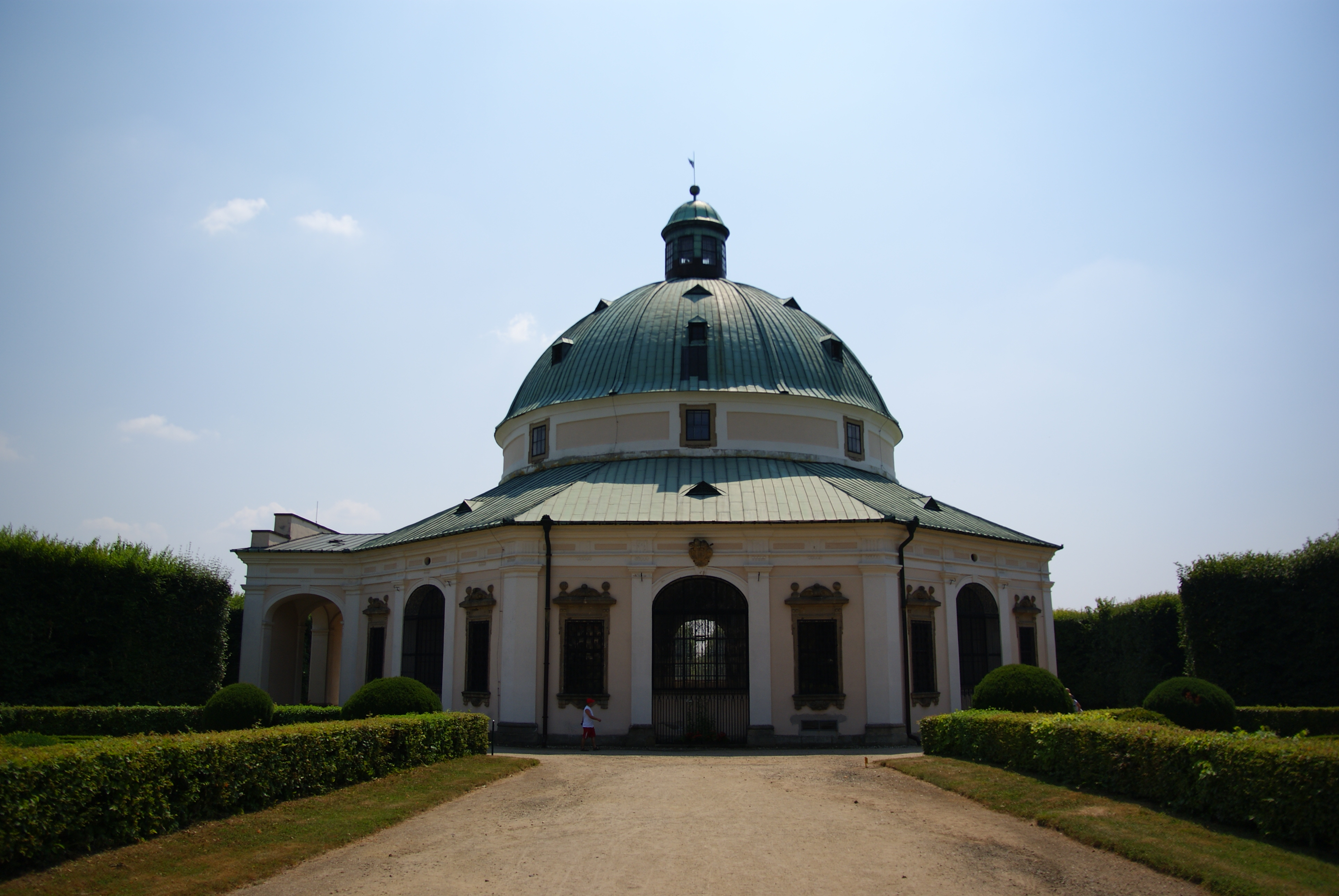
Rotunde im Blumengarten in Kroměříž

Die Rotunde des Blumengartens in Kroměříž in der Region Zlín in der Tschechischen Republik bildet das Zentrum des 1998 zum Weltkulturerbe erklärten Lustgartens des erzbischöflichen Schlosses. Der achteckige, mit einer Kuppel gedeckte Pavillon stammt aus der Zeit des Barocks. Der Innenraum ist mit Malereien, Stuck und Skulpturen verziert.

## Geschichte

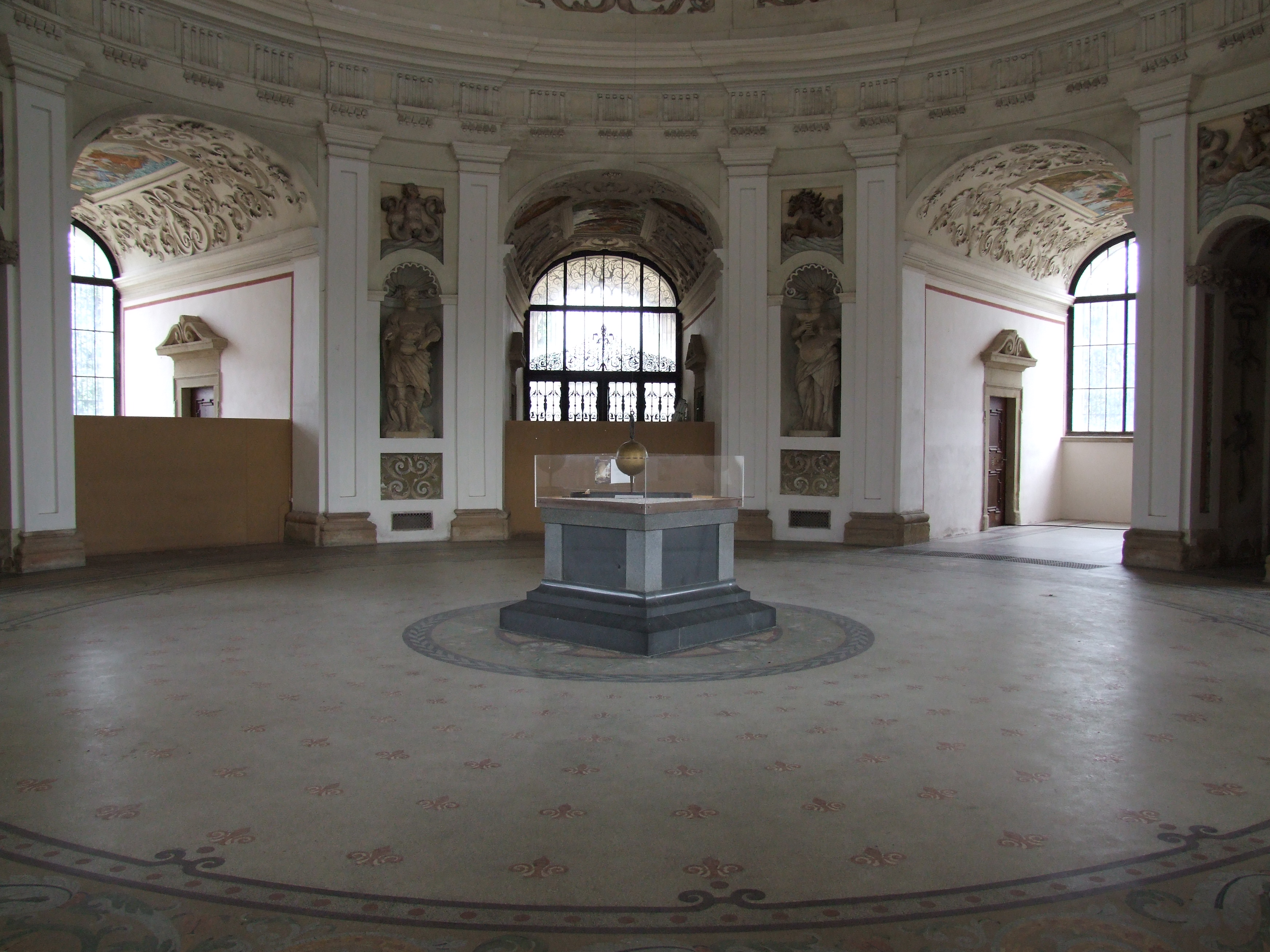
Foucaultsches Pendel in der Rotunde

Die Rotunde wurde in den Jahren 1666 bis 1668 nach einem Entwurf von Giovanni Pietro Tencalla (1629–1702) errichtet. Die Malereien wurden 1673 bis 1675 von Giacomo Tencalla (1644–1689) ausgeführt. Die Stuckarbeiten entstanden unter der Leitung von Quirico Castelli. Der Bildhauer Michael Mandík (um 1644–1694) schuf die Sandsteinskulpturen mit der Darstellung der Allegorien der vier Jahreszeiten. Zu Beginn des 20. Jahrhunderts wurde das Gebäude unter dem damaligen Erzbischof Theodor Kohn (1845–1915), der dort das Diözesanmuseum einrichten wollte, verändert. Von den ursprünglich acht Eingängen wurden sechs zugemauert und ein Portikus hinzugefügt. Die Springbrunnen der Grotten wurden entfernt und an ihrer Stelle von dem Bildhauer Jan Antonín Beck (1864–1937) neu geschaffene Skulpturen der Satyrn aufgestellt. Die originalen Wandmalereien, die damals bereits stark beschädigt waren, wurden großenteils übermalt. Auf Anregung des Physikers und Astronomen František Nábělek (1852–1915), der in Kroměříž als Gymnasiallehrer wirkte, wurde zur Veranschaulichung der Erdrotation unter der Kuppel ein Foucaultsches Pendel aufgehängt.

## Architektur

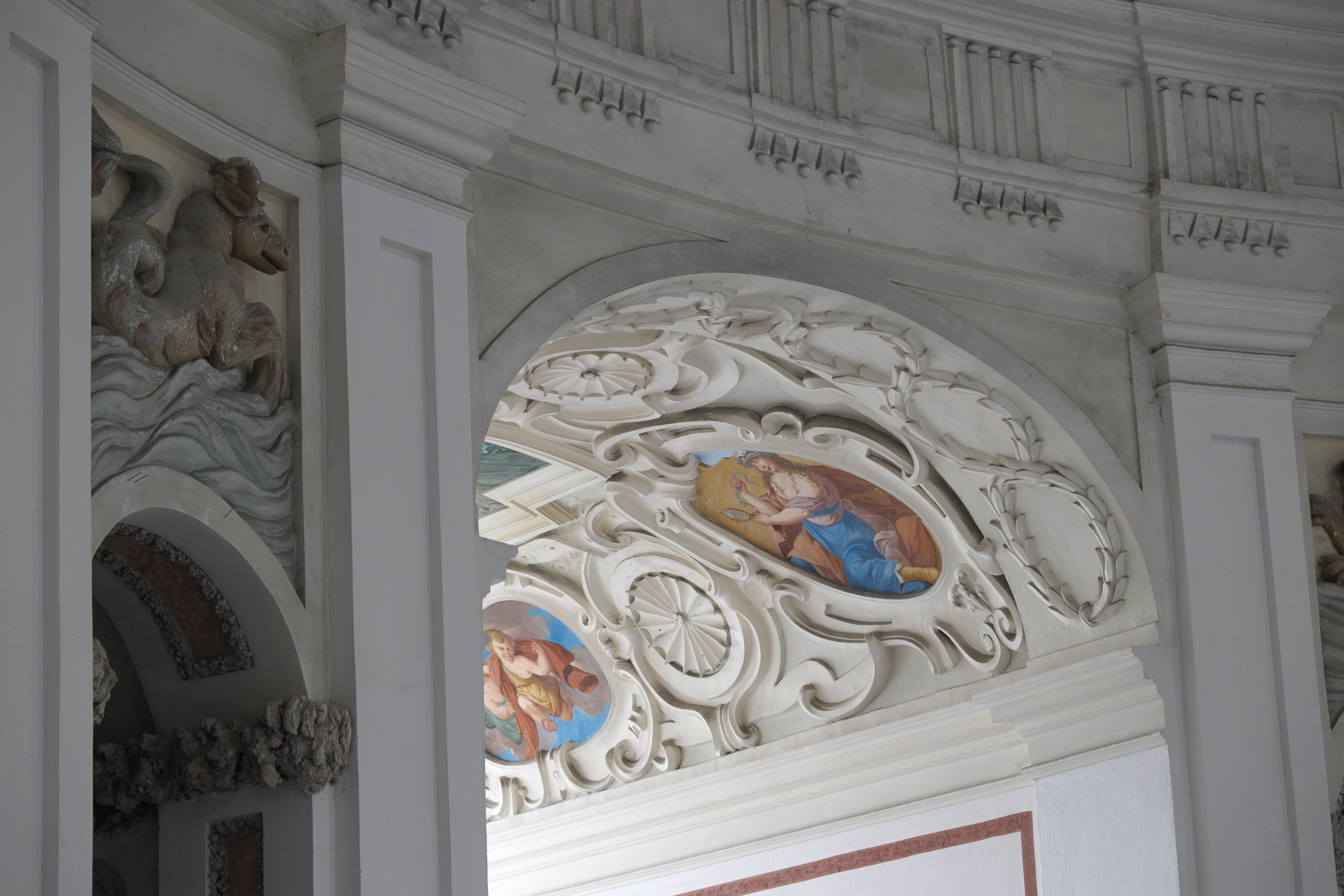
Stuck und Deckenmalerei

Der Bau besteht aus einem großen, zentralen Saal, der von einer Kuppel überspannt wird und an den sich acht Räume anschließen. Vier Räume sind als Grotten angelegt und mit farbigem Stuck, Steinen und Hunderten von Muscheln, die aus einem Teich in der Nähe von Brünn stammen, ausgeschmückt. Ursprünglich gab es in jeder Grotte einen Springbrunnen mit einer von Michael Mandík geschaffenen Skulptur eines Satyrn. Die Wände der vier Steinchenräume sind mit Mosaiken bunter Steine verkleidet, die Decken sind mit Stuck und Malereien verziert. Mittels einer nicht mehr vorhandenen Wassermaschine konnten Besucher über Düsen, die im Fußboden eingelassen und hinter dem Gesims der Kuppel versteckt waren, unverhofft mit Wasser bespritzt werden.

## Deckenmalerei
Das Gewölbe der Kuppel ist in acht Felder gegliedert, auf denen Episoden aus den Metamorphosen des Ovid dargestellt sind. Auf einer Szene ist die Nymphe Syrinx zu sehen, die zum Schutz vor den Nachstellungen des Hirtengottes Pan in Schilfrohr verwandelt wird. In der folgenden Szene wird Ganymed durch den in einen Adler verwandelten Zeus auf den Olymp entführt. Daneben entführt Zeus in Gestalt eines Stiers Europa, Perseus, der Sohn des Zeus, befreit die äthiopische Königstochter Andromeda und Pluto, der Herrscher der Unterwelt, raubt Proserpina, die Tochter der Ceres. Auf zwei weiteren Szenen entführt der Gott Saturn in Gestalt eines Hengstes Philyra, die Tochter des Okeanos, und der Kentaur Nessos entführt Deïaneira, die Frau des Herakles. Die Darstellung der Apotheose des Aeneas schließt den Kreis.

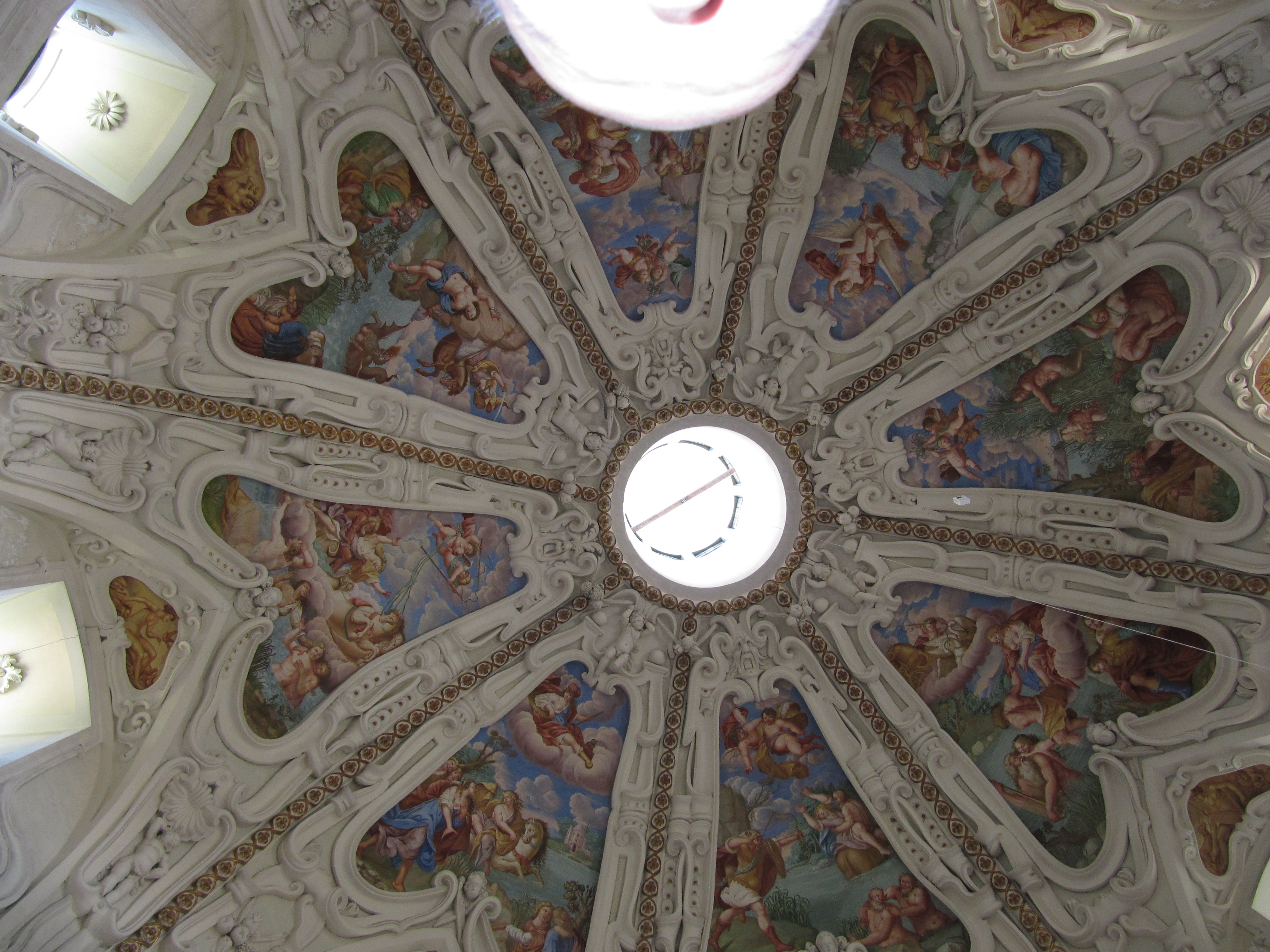
Deckenmalerei der Kuppel
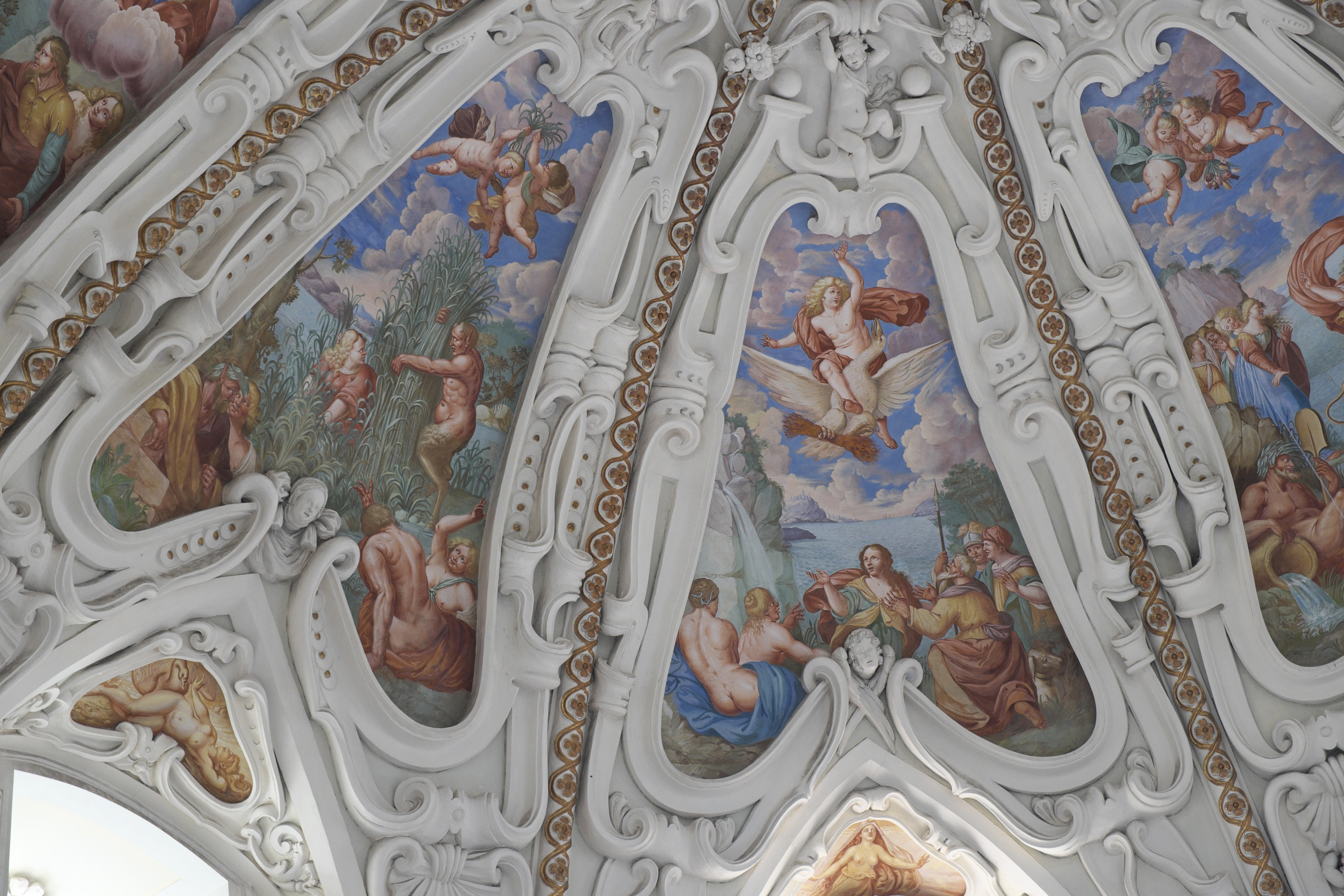
Syrinx wird in Schilfrohr verwandelt (links), Entführung Ganymeds (rechts)
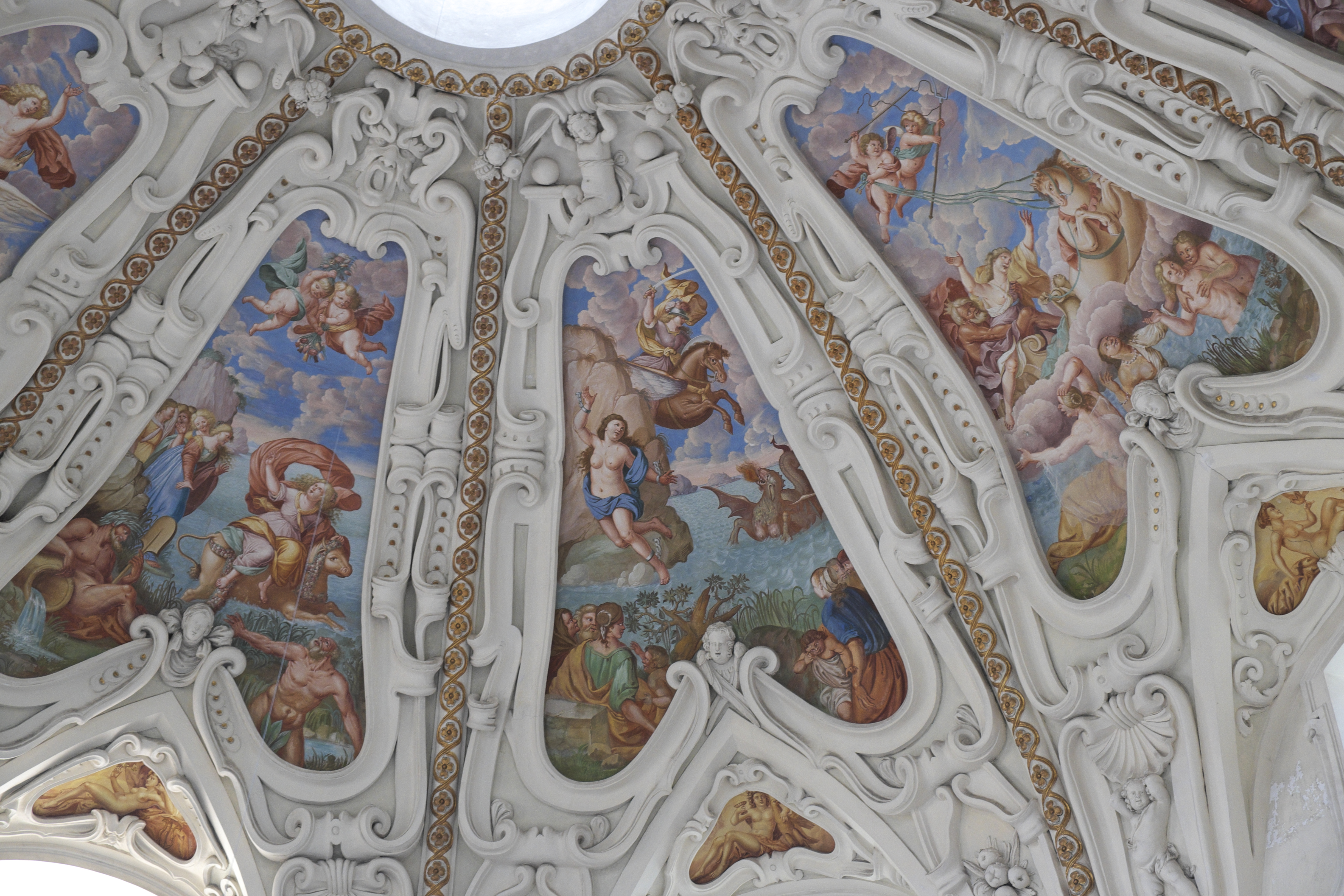
Zeus entführt in Gestalt eines Stiers Europa (links), Perseus befreit Andromeda (Mitte), Pluto entführt Proserpina (rechts)
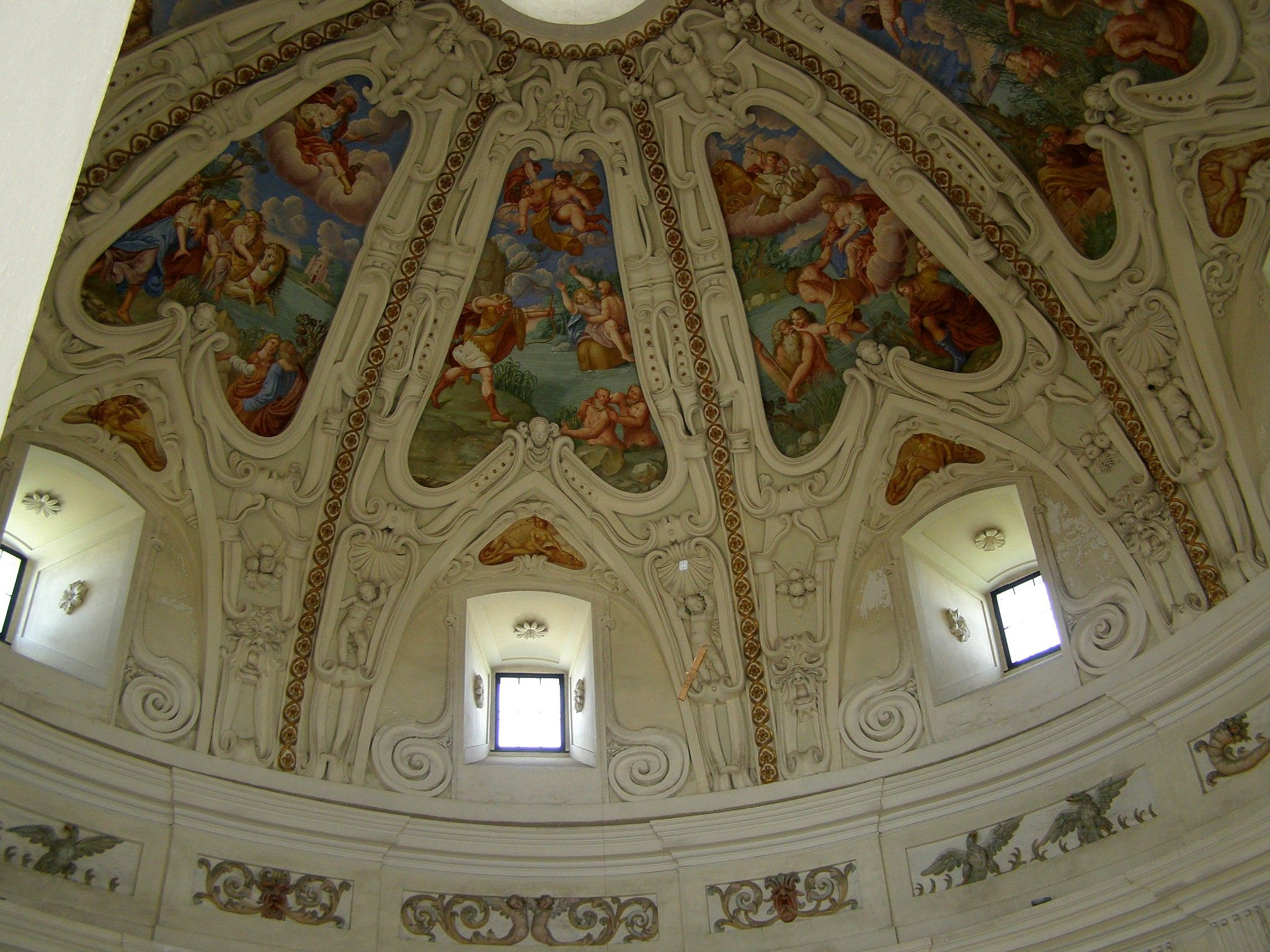
Saturn entführt Philyra (links), Nessos entführt Deïaneira (Mitte), Aeneas wird in den Götterhimmel aufgenommen (rechts)

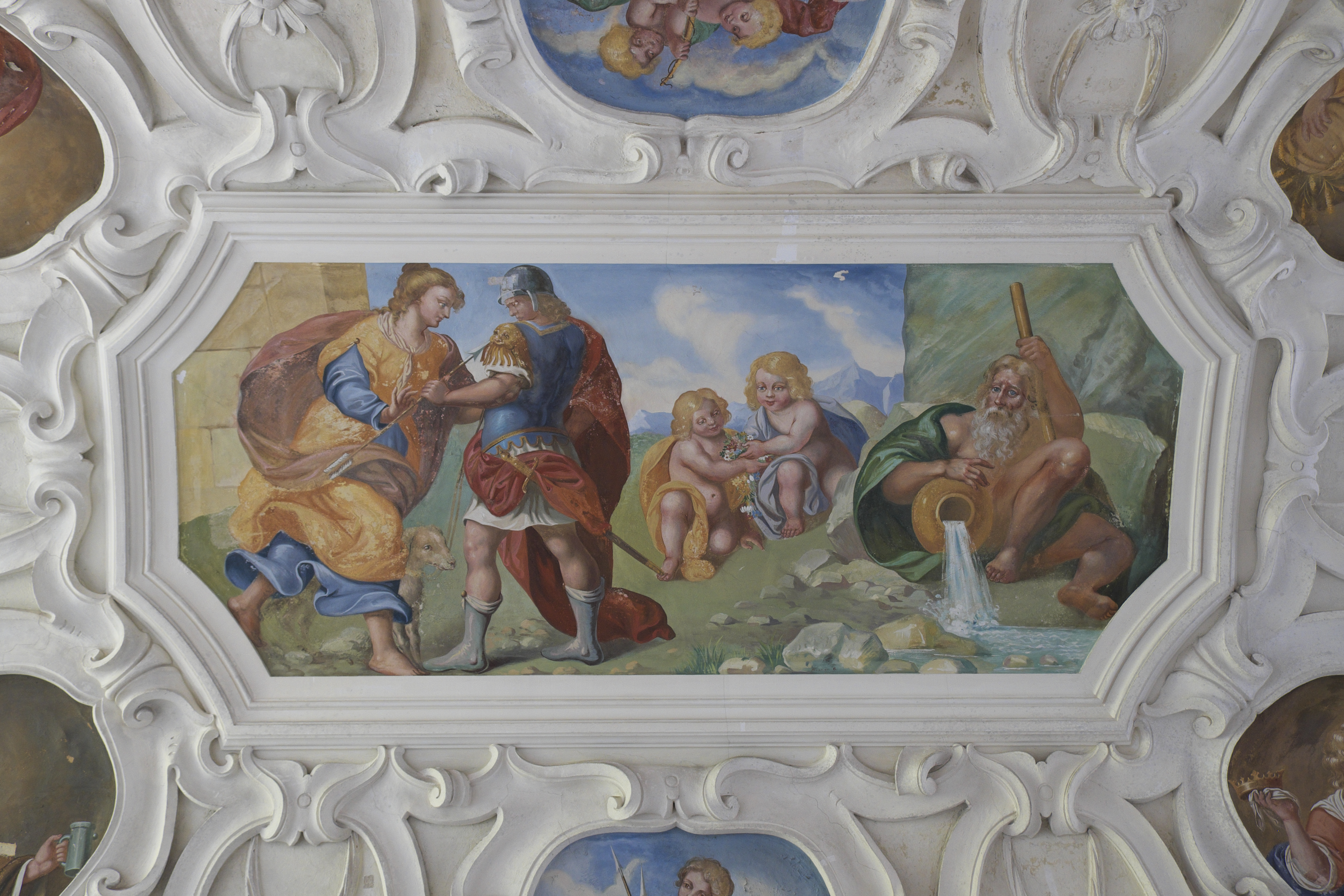
Apollo und Diana

Das Deckengemälde im Vorraum stellt die Geschwister Apollo und Diana dar. In den kleineren Szenen sieht man Putten, die Pfeile und einen Bogen in Händen halten. Die ovalen Bilder weisen allegorische Darstellungen auf. Eine in einen goldfarbenen Umhang gehüllte und mit Getreideähren und Füllhorn dargestellte Frau kann als Sinnbild des Überflusses verstanden werden. Die Darstellung einer Frau mit Krone und Szepter und einem Füllhorn, das von Schmuck und Goldmünzen überquillt, ist eine Allegorie des Reichtums. Eine Frau, die zwei Schlangen in ihren Händen hält, steht für die Tugend der Klugheit. Eine weibliche Figur mit aufgedunsenem Gesicht und einem Krug in der Hand soll das Laster der Trunksucht symbolisieren.

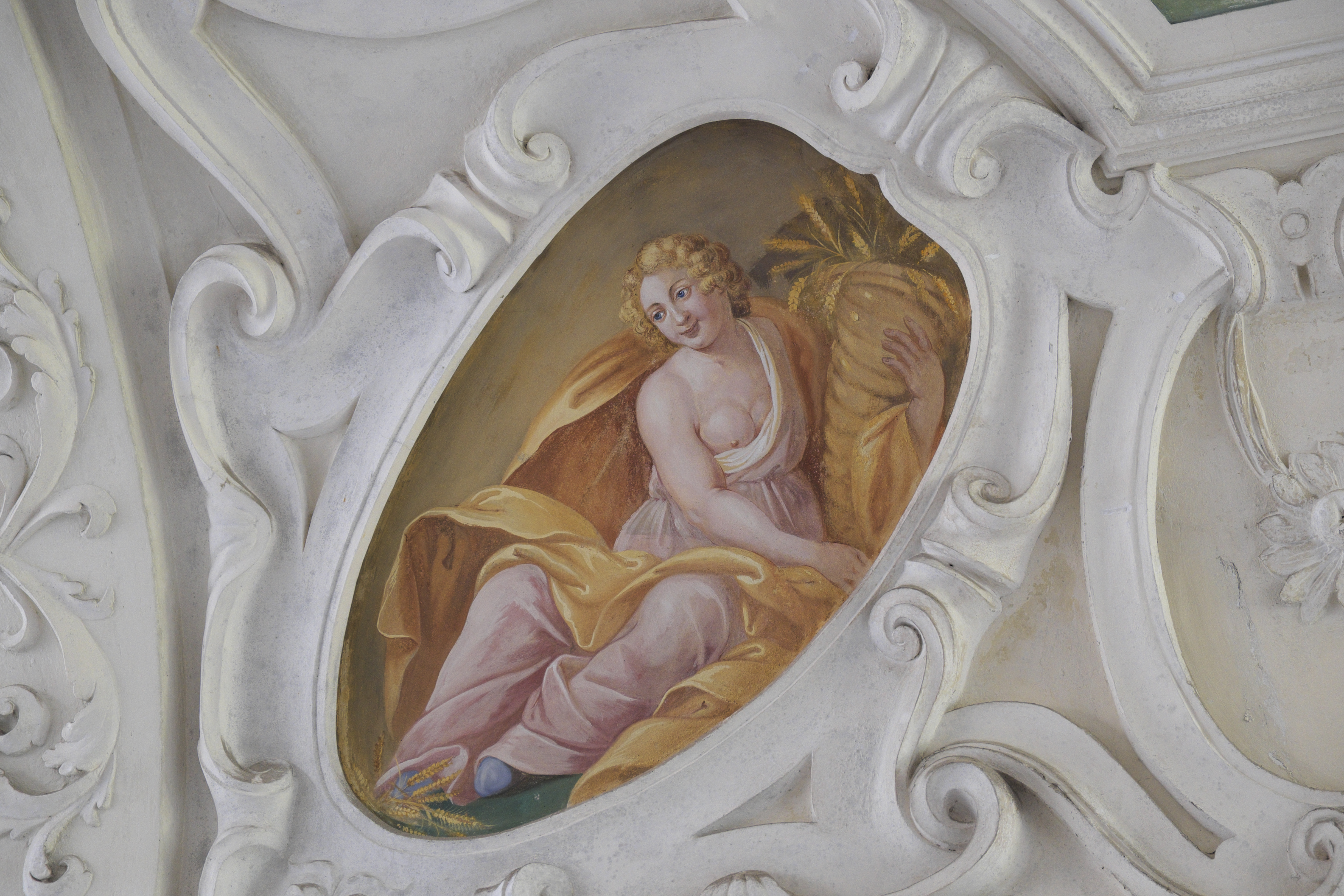
Allegorie des Überflusses
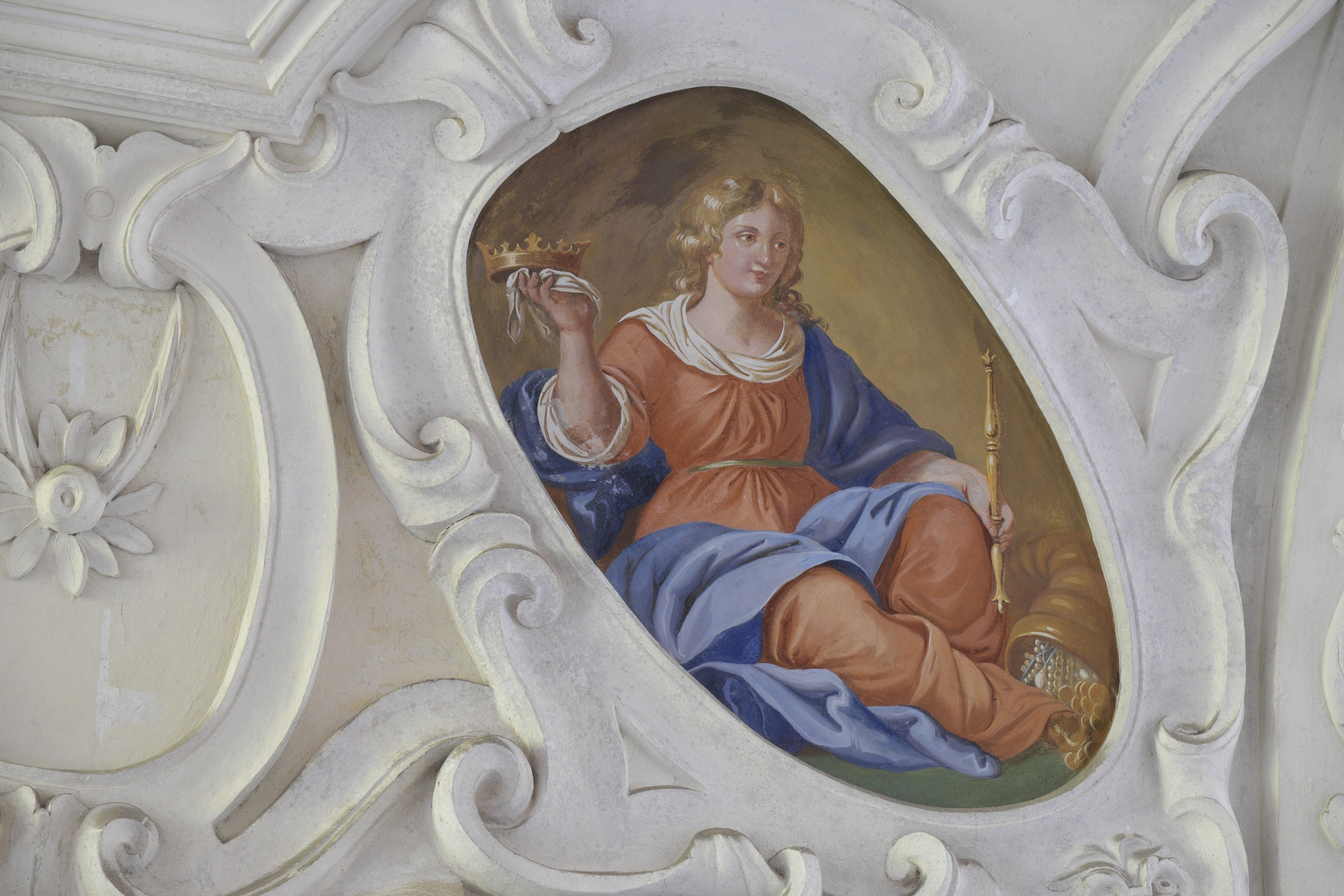
Allegorie des Reichtums
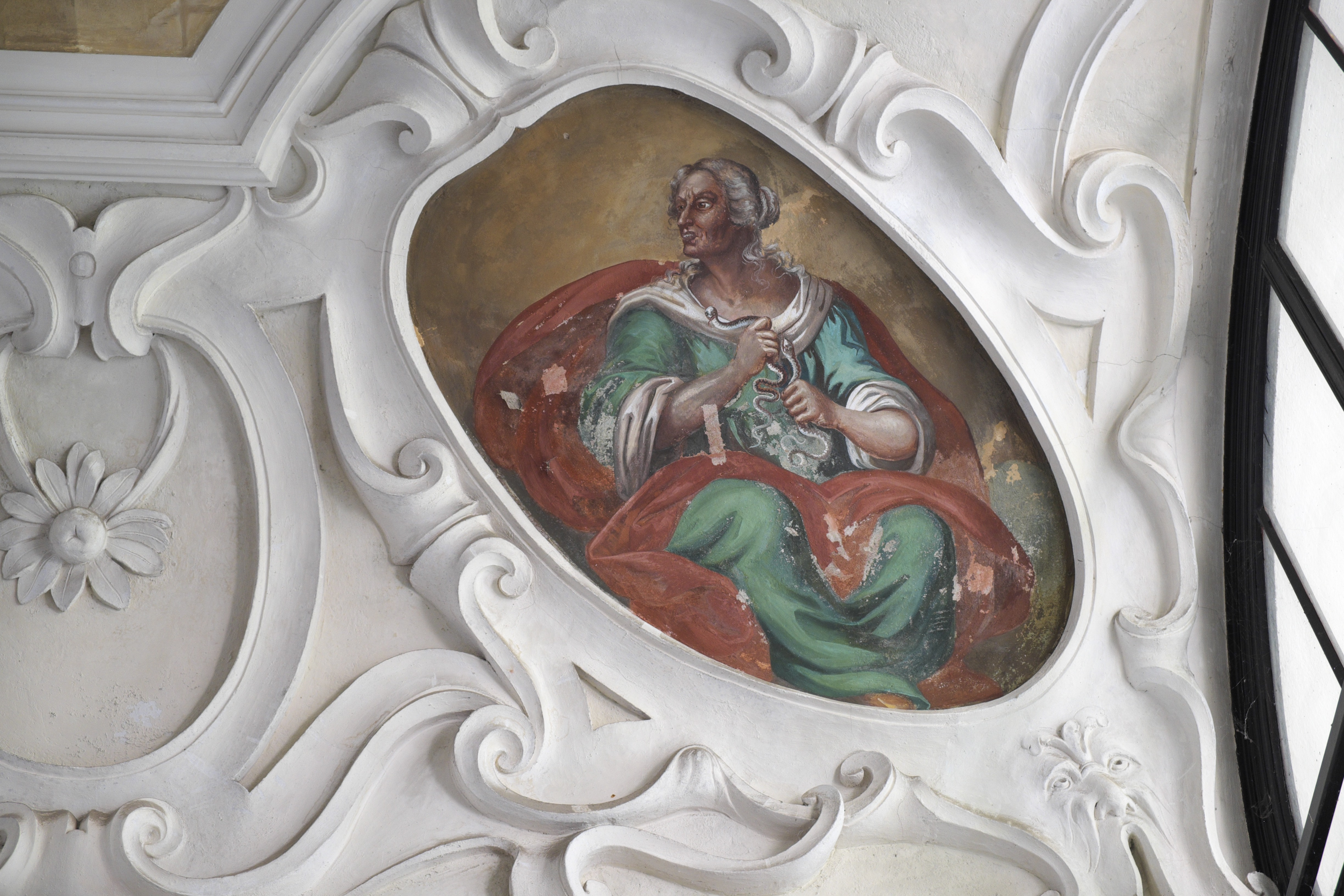
Allegorie der Klugheit
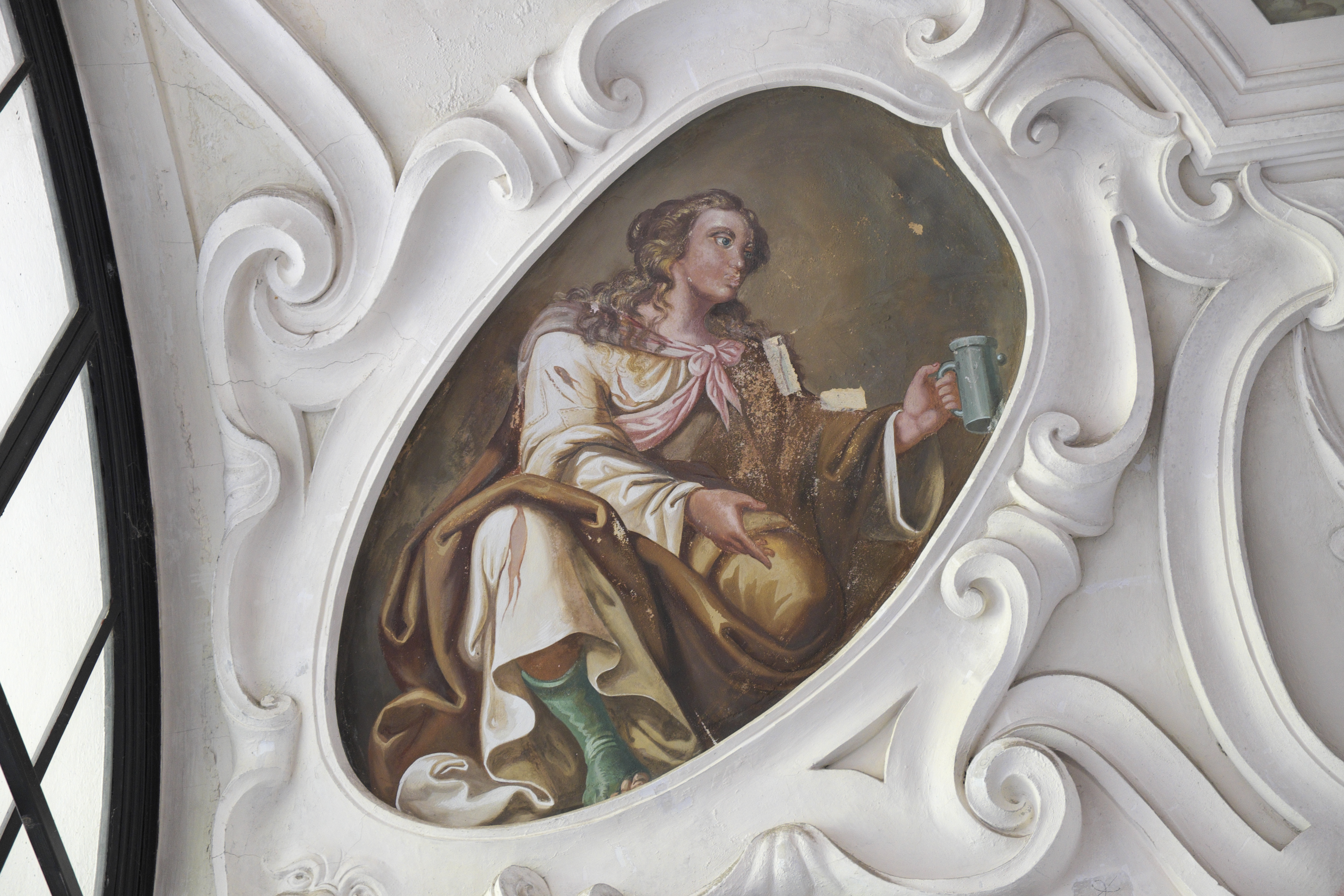
Allegorie der Trunksucht